# Hołownia (obwód grodzieński)
Hołownie (biał. Галоўні; ros. Головни) – chutor na Białorusi, w obwodzie grodzieńskim, w rejonie werenowskim, w sielsowiecie Konwaliszki, przy granicy z Litwą. 
Hołownie dawniej były folwarkiem. W dwudziestoleciu międzywojennym Hołownie leżały w Polsce, w województwie nowogródzkim, w powiecie lidzkim, w gminie Bieniakonie. Po II wojnie światowej w granicach Związku Radzieckiego. Od 1991 w niepodległej Białorusi.